# عادل المعلم
عادل المعلم (انگلیسی: Adel El-Moalem؛ زادهٔ ۲۶ نوامبر ۱۹۴۶) بازیکن واترپلو اهل مصر بود.